# 갈색가시쥐
갈색가시쥐(Mus saxicola)는 쥐과 생쥐속에 속하는 설치류의 일종이다. 인도와 네팔, 파키스탄에서 발견된다.

## 특징
꼬리 길이 55~73mm를 제외한 몸길이가 77~98mm인 작은 설치류다. 발 길이는 16~18mm이고 귀 길이는 10~15.5mm이다. 등 쪽은 밝은 모랫빛부터 회색빛 갈색까지 다양한 반면에 배 쪽은 희다. 귀는 상대적으로 작고 둥글며 회색빛 갈색을 띤다. 다리는 희다.

## 생태
주로 땅 위에서 생활하는 육상성 동물이고 야행성이다. 굴 입구에 둥지를 만든다.

## 분포 및 서식지
인도아대륙에 널리 분포한다. 해발 최대 1,000m 이하의 열대 및 아열대 건조림에서 서식한다. 주로 암반과 준건조 환경, 초원, 경작지, 덤불 지대, 농경지, 관목 지대에서 발견된다.

## 아종
3종의 아종이 알려져 있다.
- M. s. saxicola - 인도 안드라프라데시주 남부와 타밀나두주, 카르나타카주, 케랄라주 동부
- M. s. gurkha (Thomas, 1914) - 네팔 남부, 인도 히마찰프라데시주, 우타라칸드주, 우타르프라데시주, 하리아나주, 비하르주
- M. s. sadhu (Wroughton, 1911) - 인도 마하라슈트라주, 구자라트주, 라자스탄주 남부, 마디아프라데시주 서부, 비하르주 남부, 자르칸드주, 서벵골주, 파키스탄 신드주와 발루치스탄주 중부 지역.